# Matey Ullah
Matey Ullah (* 20. Februar 1981) ist ein norwegischer Poolbillardspieler.

## Karriere
2006 gewann Matey Ullah seine ersten Medaillen bei der norwegischen Meisterschaft. Er wurde Dritter im 9-Ball und nach einer Finalniederlage gegen Roger Lysholm Vizemeister im 8-Ball. 2009 belegte er im 8-Ball den dritten Platz. Im Februar 2011 zog er bei den French Open erstmals in die Finalrunde eines Euro-Tour-Turniers ein. Im Viertelfinale unterlag er dem späteren Turniersieger Ralf Souquet mit 7:9. 2011 und 2012 verlor er das Finale der norwegischen 8-Ball-Meisterschaft gegen Kristoffer Mindrebøe. 2012 wurde er durch einen Finalsieg gegen Malvin Bjelland norwegischer Meister in der Disziplin 14/1 endlos. Bei der Europameisterschaft 2012 erreichte Ullah im 14/1 endlos die Runde der letzten 32. Beim 10-Ball-Wettbewerb schaffte er es ins Achtelfinale und schied mit 7:8 gegen den Russen Witali Pawluchin aus. Bei der EM 2013 erreichte er in den Disziplinen 14/1 endlos und 10-Ball die Runde der letzten 64. Bei der norwegischen 8-Ball-Meisterschaft 2013 wurde er Dritter. Bei der 9-Ball-Weltmeisterschaft 2015 zog er nach Siegen gegen Rajandran Nair und Zhu Xihe und einer 6:9-Niederlage gegen den späteren Weltmeister Ko Pin-yi in die Runde der letzten 64 ein, in der er sich dem Griechen Nikos Ekonomopoulos mit 7:11 geschlagen geben musste.

### Mannschaft
Mit der norwegischen Nationalmannschaft wurde Ullah 2012 EM-Fünfter. Bei der Team-WM war er 2012 Teil der norwegischen Mannschaft und erreichte mit dieser das Achtelfinale.

## Erfolge
| Norwegischer 14/1-endlos-Meister: | 2012 |